# Barrack Young Controllers FC
El Barrack Young Controllers FC és un club de futbol liberià de la ciutat de Monròvia. Va ser fundat el 1997. Disputa els seus partits a l'estadi The Blue Field.

## Palmarès
- Lliga liberiana de futbol:[1]
  - 2013, 2014, 2016, 2018

- Copa liberiana de futbol:[2]
  - 2009, 2012 (reserva), 2013, 2015 (reserva)

- Supercopa liberiana de futbol:
  - 2010, 2013, 2015, 2015-16 (reserva)